# Шарварко Борис Георгійович
Бори́с Гео́ргійович Шарва́рко (17 травня 1929, Новоград-Волинський — 31 травня 2002, Київ) — український режисер фестивалів, концертних програм, театралізованих вистав. Народний артист УРСР (1984). Професор.

## Біографічні дані
Народився 17 травня 1929 року місті Новоград-Волинському (тепер Житомирської області). 1966 року закінчив факультет режисури Московського державного інституту культури.
Працював директором Новоград-Волинського Будинку культури, директором і художнім керівником Житомирського музично-драматичного театру, очолював Київський театр оперети, був заступником директора Київського театру імені Івана Франка.
Від 1977 року — головний режисер фестивалів і культурних програм Укрконцерту (у 1976—1982 роках — одночасно головний режисер Театру пісні).
Від 1992 року — генеральний директор і художній керівник Всеукраїнського державного центру фестивалів і концертних програм.

Могила Бориса Шарварка

Помер 31 травня 2002 року. Похований на Байковому кладовищі (ділянка № 52а).

## Творчість
Серед постановок — фестивальні концерти «Кримські зорі», «Київська весна», «Золота осінь».
За п'ятдесят років творчої діяльності Борис Георгійович поставив майже тисячу концертів. Серед найграндіозніших — святкування п'ятисотріччя козацтва на Хортиці (тоді спеціально для цього «збудували» Запорозьку Січ), ювілейні шевченківські урочистості на стадіоні в Черкасах. Тоді зведений хор заспівав «Реве та стогне Дніпр широкий», над полем піднявся великий портрет Кобзаря, а в траві спалахнули тисячі вогників-свічечок.
З легкої руки Шарварка вперше замайорів жовто-блакитний прапор на сцені оперного театру і прозвучав гімн «Ще не вмерла Україна» в обробці Євгена Станковича. Це було наприкінці вісімдесятих на Конгресі українців, ще за тоталітарного режиму. Відразу, без паузи, пролунало багатоголосся «Многая літа», і зал вибухнув оваціями.
Грандіозні концерти у Дні української культури на «Слов'янському базарі» у Вітебську десять років незмінно ставив знаменитий Шарварко.

## Критика
З ім'ям Бориса Шарварка, який був режисером усіх головних офіційних концертів та масових заходів в Україні, пов'язують явище псевдофольклорної української культури кінця XX початку XXI століття, відоме під назвою «шароварщина». Політолог Микола Томенко стверджує, що саме Борис Шарварко сформував в Україні та поза її межами образ малоросійської культури.
| Адже пан Шарварко тримає монополію на організацію всіх концертів та шоу за державний кошт. Змінивши нині кольори та символи, український класик продовжує сповідувати давню концертну схему, затверджену ще ЦК КПУ. Коли йдеться про народну музику та фольклор, то вона мусить бути українською; класична музика — італійською чи іншою “цивілізованою” мовою, а сучасна музика — російською. |
Лідія Відаш, українська співачка, перша виконавиця пісень Володимира Івасюка «Я піду в далекі гори» та «Відлуння твоїх кроків» вважає, що її кар'єру занапастив Борис Шарварко після їх особистого конфлікту під час фестивалю «Кримські зорі»:
|  | Він був страшний бабій. Жодної співачки не пропускав. Хтось отримував від нього квартири і звання. А хтось — немилість. Як я, наприклад. |

## Вшанування пам'яті

Меморіальна дошка на вул. Гоголівській

Пам'ятний знак у м. Новоград-Волинський

17 травня 2009 року в Києві була відкрита меморіальна дошка митцю на будинку, де він прожив з 1985 року до самої смерті, за адресою Гоголівська вулиця, 37/2.
30 липня 2011 року на батьківшині митця — у місті Звягель, за рішенням місцевої влади було перейменовано частину вулиці Чернишевського в бульвар Бориса Шарварка та відкрито пам'ятний знак.
17 травня 2016 року в Києві на фасаді Національного палацу мистецтв «Україна», де митець працював з 1977 по 2002 рік, було встановлено меморіальну дошку.
31 травня 2022 року у Києві відбулося вшанування артиста до 20-річчя пам'яті. 